# Old 97's
Old 97's es una banda estadounidense de country alternativo formada Dallas, Texas en 1993. Desde entonces el grupo ha lanzado doce álbumes de estudio, dos EPs y un álbum en vivo.
Fueron pioneros del movimiento alt-country a mediados y finales de la década de 1990. Luego desarrollaron un estilo más cercano al power pop en la década de los 2000. El vocalista principal y compositor principal, Rhett Miller, ha descrito el estilo de la banda como «folk ruidoso». El nombre de la banda hace referencia al Accidente del Old 97.

## Historia
Inicialmente una banda popular en el circuito de bares de Dallas, Old 97's realizó una gira por el país después de lanzar su primer álbum, Hitchhike to Rhome de 1994 y el EP dividido de 1995 Stoned/Garage Sale con la banda Funland en Idol Records. En Chicago, llamaron la atención de Bloodshot Records y firmaron para grabar su próximo álbum, Wreck Your Life de 1995. Elektra Records, quien esperaba que el country alternativo pudiera ser una nueva tendencia dentro del post-grunge, grabó sus siguientes discos Too Far Gone, Fight Songs y Satellite Rides. Muchas de las canciones de la banda incluyen referencias locales de Texas, y también a las ciudades de Nueva York, Los Ángeles y Chicago.
La mayoría de las canciones están escritas y cantadas por Rhett Miller, con el bajista Murry Hammond tomando las voces en una o dos pistas por álbum. El álbum de 2004 de la banda Drag It Up también incluye una canción escrita y cantada por el guitarrista Ken Bethea, «Coahuila». Old 97's ha sido aclamada por sus interpretaciones en vivo, aunque afirman no ensayar su repertorio. Incluyeron cinco canciones en vivo como un disco extra en Satellite Rides, y lanzaron un CD doble en vivo grabado en Gruene Hall en 2005, Alive & Wired. Satellite Riders, una falsa «banda tributo», en realidad es un alias que banda emplea cuando obligaciones contractuales les impiden usar el nombre de Old 97's. La grabación de «Timebomb» de Alive & Wired estuvo disponible para su descarga en la serie de videojuegos Rock Band.
Rhino Entertainment lanzó Hit by a Train: The Best of Old 97's, una compilación de dieciocho pistas desde los inicios de la banda hasta 2001, con notas y un ensayo del crítico Robert Christgau. Su próximo proyecto de estudio, The Grand Theatre, fue lanzado en dos volúmenes. El primero, The Grand Theatre, Volume One, fue lanzado el 12 de octubre de 2010.  El segundo, The Grand Theatre, Volume Two, fue lanzado el 5 de julio de 2011. En 2013, la banda lanzó un EP que contenía dos pistas con la voz de Waylon Jennings titulado Old 97's & Waylon Jennings. Rhett Miller llamó a las melodías inéditas «el "santo grial" de la banda».
El décimo álbum de estudio de la banda, Most Messed Up, fue lanzado el 29 de abril de 2014 por ATO Records y fue su álbum más vendido hasta la fecha, alcanzando el puesto número 30 en el Billboard 200. Sus siguientes dos lanzamientos en ATO Records fueron Graveyard Whistling, su undécimo álbum de estudio, lanzado el 24 de febrero de 2017 y Love the Holidays, un álbum de canciones navideñas, lanzado el 16 de noviembre de 2018. ATO Records lanzó el próximo álbum de estudio de la banda, Twelfth, el 21 de agosto de 2020. Las doce pistas fueron producidas por Vance Powell, quien produjera su álbum anterior.
en el 2022 participaron en el especial de Navidad de los guardianes de la galaxia estrenado en disney plus. 

## Miembros
- Rhett Miller - voz principal, guitarra rítmica (1992–presente)
- Murry Hammond - bajo, coros y voz principal, guitarra acústica (1992–presente)
- Ken Bethea - guitarra principal, coros y voz principal (1992–presente)
- Philip Peeples - batería, coros (1992–presente)

## Discografía

### Álbumes de estudio
| Año  | Álbum                         | Discográfica      |
| ---- | ----------------------------- | ----------------- |
| 1994 | Hitchhike to Rhome            | Idol Records      |
| 1995 | Wreck Your Life               | Bloodshot Records |
| 1997 | Too Far to Care               | Elektra Records   |
| 1999 | Fight Songs                   | Elektra Records   |
| 2001 | Satellite Rides               | Elektra Records   |
| 2004 | Drag It Up                    | New West Records  |
| 2008 | Blame It on Gravity           | New West Records  |
| 2010 | The Grand Theatre, Volume One | New West Records  |
| 2011 | The Grand Theatre, Volume Two | New West Records  |
| 2014 | Most Messed Up                | ATO Records       |
| 2017 | Graveyard Whistling           | ATO Records       |
| 2020 | Twelfth                       | ATO Records       |

### Singles
| Año  | Título                                     | Posición | Álbum                         |
| Año  | Título                                     | US AAA   | Álbum                         |
| ---- | ------------------------------------------ | -------- | ----------------------------- |
| 1995 | "Eyes for You"                             | —        | —                             |
| 1996 | "Crying Drunk"                             | —        | —                             |
| 1997 | "Timebomb"                                 | —        | Too Far to Care               |
| 1998 | "Streets of Where I'm From"                | —        | Too Far to Care               |
| 1999 | "Murder (or a Heart Attack)"               | 6        | Fight Songs                   |
| 1999 | "Nineteen"                                 | 9        | Fight Songs                   |
| 2001 | "King of All the World"                    | 8        | Satellite Rides               |
| 2007 | "Here It Is Christmas Time"                | —        | —                             |
| 2008 | "Dance With Me"                            | 28       | Blame It On Gravity           |
| 2010 | "Every Night is Friday Night (With You)"   | 20       | The Grand Theatre, Volume One |
| 2017 | "Good with God" (featuring Brandi Carlile) | 11       | Graveyard Whistling           |
| 2020 | "Turn off the TV"                          | 22       | Twelfth                       |

### DVDs
- 2005: Old 97's Live (New West Records)